# Cerekvice nad Loučnou (stacja kolejowa)
Cerekvice nad Loučnou – stacja kolejowa w miejscowości Cerekvice nad Loučnou, w kraju pardubickim, w Czechach Znajduje się na wysokości 290 m n.p.m.
Na stacji nie ma możliwości zakupu biletów, a obsługa podróżnych odbywa się w pociągu.

## Linie kolejowe
- 018 Choceň - Litomyšl